# أغسطس ارين بالدوين
أغسطس ارين بالدوين هو سياسي كندي، ولد في 1 أكتوبر 1776، وتوفي في 5 يناير 1866.